# طنبدي (المنيا)
قرية طنبدي هي إحدي القرى التابعة لمركز مغاغة بمحافظة المنيا في جمهورية مصر العربية. حسب إحصاءات سنة 2006، بلغ إجمالي السكان في طنبدي 19558 نسمة، منهم 9945 رجل و9613 امرأة.